# Koninklijke Nederlandse Vereniging voor Luchtvaart
De Koninklijke Nederlandse Vereniging voor Luchtvaart (KNVvL) is de vereniging voor de lichte luchtvaart. De KNVvL staat bekend als landelijke organisatie voor luchtsporten.

## Historie
De KNVvL is opgericht op 19 oktober 1907 als Vereeniging ter Bevordering van de Luchtscheepvaart, onder meer door Johan Hendrik Ram, Alfred Rambaldo, W.H. Schukking en Henk Walaardt Sacré. Kolonel C.J. Snijders werd de eerste voorzitter. Al heel gauw werd de vereniging hernoemd in Nederlandse Vereniging voor Luchtvaart (NVvL). De eerste aanschaf was de ballon "Rotterdam" en het aantrekken van de gebrevetteerde ballonvaarder kapitein der genie P.J. Post van der Steur. Nadat men eerst in 1908 een Nederlandstalig aanhangsel meegaf bij het Belgische blad La Conquête de l'Air van de Belgische luchtvaartvereniging, ging men in 1909 over tot het uitgeven van een eigen blad Het Luchtschip wat enkele maanden later alweer werd herdoopt in De Luchtvaart. Eveneens sloot men zich in 1909 aan bij de Franse overkoepelende organisatie FAI. Sinds 14 november 1912 mag de vereniging het predicaat Koninklijk voeren.
De oprichting van deze vereniging wordt algemeen beschouwd als het begin van de ontwikkeling van de militaire en burgerluchtvaart in Nederland. (Bron: Starink, D. (2013). De jonge jaren van de luchtmacht: Het luchtwapen in het Nederlandse leger 1913-1939). In 1918 was het toenmalige bestuur ervan overtuigd dat er in het naoorlogse Europa behoefte zou zijn aan snelvervoer door de lucht. Besloten werd een Commissie voor het Luchtverkeer in het leven te roepen, die zich een beeld moest vormen van de mogelijkheden voor burgerluchtverkeer vanuit Nederland. Vier prominente verenigingsleden: professor Ewoud van Everdingen van het KNMI, kapitein-vlieger Frans van Heyst, KNVvL-secretaris jonkheer Isaäc Lambertus Cremer van den Berch van Heemstede en de Amsterdamse ballonvaarder bankier Edgar Fuld, namen het onderzoek naar de mogelijkheden voor Nederlands initiatief ten aanzien van het instellen van internationale luchtsportdiensten op zich.  Op 1 juni 1919 waren de vier commissieleden zover dat ze hun bevindingen konden samenvatten in een rapport voor minister Adriaan König van Waterstaat. Het rapport van de KNVvL-commissie viel in goede aarde hetgeen op 7 oktober 1919 resulteerde in de oprichting van de Koninklijke Luchtvaart Maatschappij voor Nederland en Koloniën, de huidige KLM.
De KNVvL is tegenwoordig de belangenbehartiger en het expertisecentrum van luchtsporten in Nederland. De KNVvL is als sportbond aangesloten bij het NOC*NSF en de Fédération Aéronautique Internationale.

## Afdelingen
De KNVvL heeft voor de luchtsporten en luchtvaartliefhebbers verschillende afdelingen. Ze onderscheiden de vliegende afdelingen en de niet-vliegende afdelingen.
Vliegende afdelingen:
- Aerobatics
- Ballonvaren
- Deltavliegen
- Drones
- Gemotoriseerd Vliegen
- Historische Luchtvaart
- Modelvliegsport
- Parachutespringen
- Paramotorvliegen
- Paragliding
- Zweefvliegen

Niet-vliegende afdelingen:
- Algemene Luchtvaart afdeling/Luchtvaartkennis (ALA/LVK)

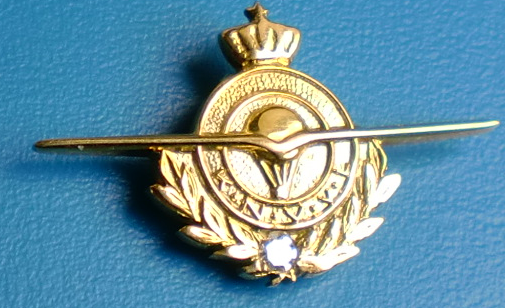
Gouden erespeld van de KNVL

- Luchtvaartwetenschappen

## Ledenaantallen
Hieronder de ontwikkeling van het ledenaantal en het aantal verenigingen:
| Jaar | Aantal leden | Aantal verenigingen |
| ---- | ------------ | ------------------- |
| 1978 | 14.463       |                     |
| 1981 | 14.475       |                     |
| 1984 | 12.484       |                     |
| 1987 | 13.316       |                     |
| 1990 | 13.994       |                     |
| 1993 | 13.974       |                     |
| 1996 | 13.993       | 214                 |
| 1999 | 14.093       | 228                 |
| 2001 |              | 238                 |
| 2002 | 13.417       | 200                 |
| 2003 | 13.462       | 226                 |
| 2004 | 12.014       | 200                 |
| 2005 |              | 203                 |
| 2006 | 11.350       | 203                 |
| 2007 | 13.038       | 203                 |
| 2008 | 13.167       | 203                 |
| 2009 | 13.383       | 1                   |
| 2010 | 13.393       | 1                   |
| 2011 | 15.033       | 1                   |
| 2012 | 15.628       | 1                   |
| 2013 | 15.715       | 1                   |
| 2014 | 15.280       | 1                   |
| 2015 | 14.589       | 1                   |

## Voorzittershistorie
De KNVvL heeft in haar rijke geschiedenis vele roemrijke voorzitters gehad. Onderstaand een overzicht vanaf de oprichting in 1907.
| Van  | Tot   | Voorzitter                       |
| ---- | ----- | -------------------------------- |
| 1907 | 1910  | Kol. C.J. Snijders               |
| 1910 | 1914  | Kol. W.H. van Terwisga           |
| 1914 | 1920  | H. Colijn                        |
| 1920 | 1925  | Jhr. H. Loudon                   |
| 1925 | 1936  | Ir. J.F. de Vogel                |
| 1936 | 1940  | Ir. J.E.F. de Kok                |
| 1940 | 1942  | Dr. Ir. M.H. Damme               |
| 1942 | 1945  | Geen hoofdbestuur                |
| 1945 | 1950  | Dr. Ir. M.H. Damme               |
| 1950 | 1963  | C. Kolff                         |
| 1963 | 1966  | Lt. Gen. b.d. H. Schaper         |
| 1966 | 1968  | Ir. D.L. Asjes                   |
| 1968 | 1969  | Lt. Gen. b.d. H. Schaper         |
| 1969 | 1973  | Gen. b.d. H.P. Zielstra          |
| 1973 | 1974  | Ir. J. Luymes                    |
| 1974 | 1982  | P.Ch. Vogely                     |
| 1982 | 1986  | Res. Gen. A.J.W. Wijting         |
| 1990 | 1994  | Kol. b.d. J.J. Françoys          |
| 1994 | 1999  | Cdra. S.A. Netto                 |
| 1999 | 2007  | Gen. Maj. b.d. C.J. van den Burg |
| 2007 | 2009  | KTZT b.d. Ir. Chr. Borra         |
| 2009 | 2015  | F. Brink                         |
| 2015 | 2020  | Mr. dr. R.M. Schnitker           |
| 2020 | heden | Maarten Haverkamp                |